# Blongsong
Blongsong is een bestuurslaag in het regentschap Bojonegoro van de provincie Oost-Java, Indonesië. Blongsong telt 3210 inwoners (volkstelling 2010).